# Hofgartenbibliothek
Die Hofgartenbibliothek, auch Teilbibliothek III der Katholischen Universität Eichstätt, wurde 1965 nach Plänen des Eichstätter Diözesanbauamts unter Leitung von Diözesanbaumeister Karljosef Schattner errichtet und ist unter Aktennummer D-1-76-123-687 in der Denkmalliste Bayern eingetragen.

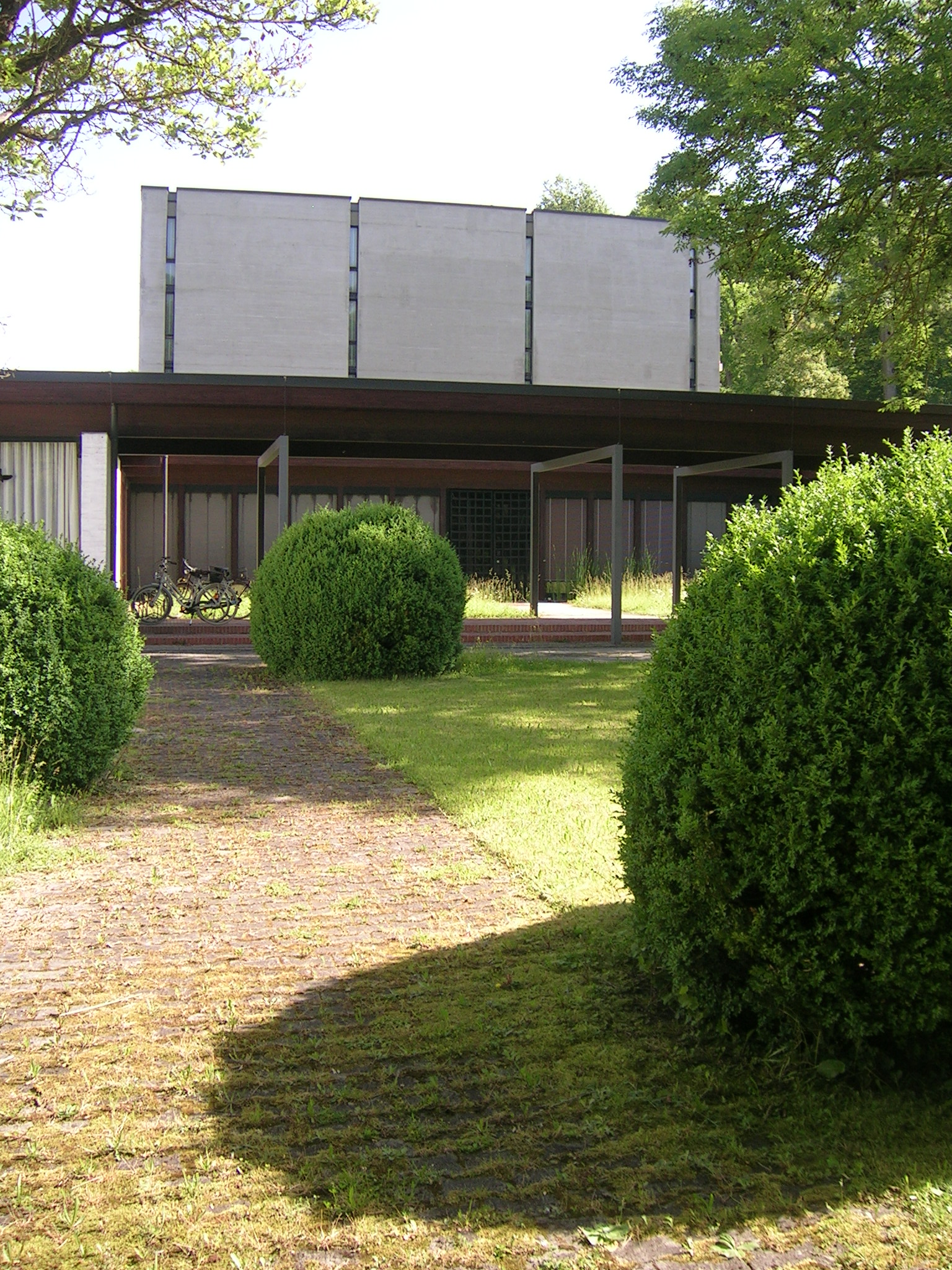
Hofgartenbibliothek

## Lage
Die Bibliothek befindet sich in der Ostenvorstadt im Hofgarten 1 in Sichtweite zur Altmühl und in Angrenzung zum Hofgarten.

## Geschichte und Architektur

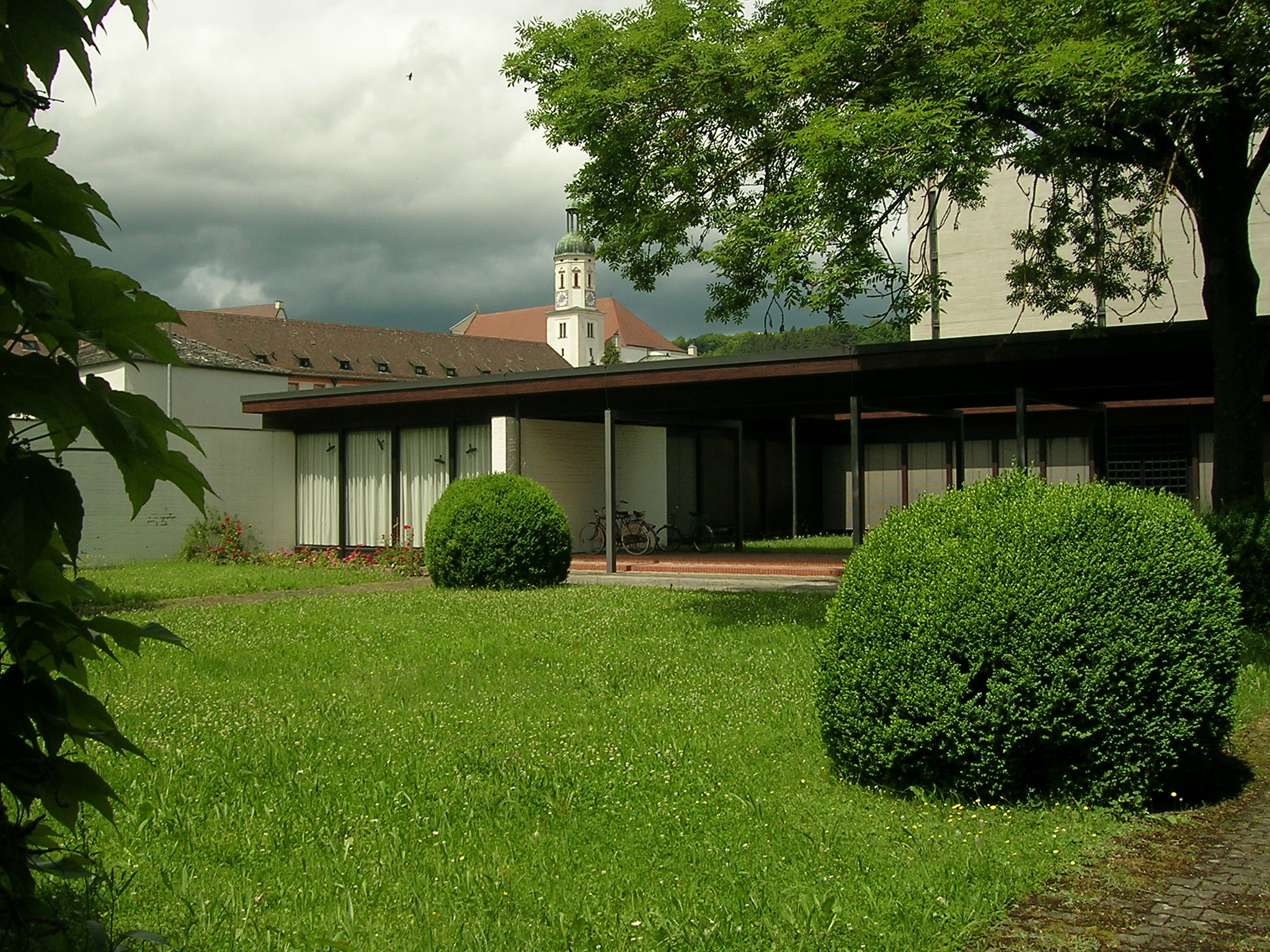
Gartenanlage von Gerhart Teutsch

### Bücherbestand
Die ehemalige Königliche Bibliothek Eichstätt später Staatsbibliothek Eichstätt ehemals aufgestellt in der Sommerresidenz Eichstätt und die Bischöfliche Seminarbibliothek lat. Biblioteca Seminarii Willibaldini Eystadii aus dem Collegium Willibaldinum der Katholischen Universität Eichstätt-Ingolstadt befinden sich heute in dem  kubusförmigen und hohen Flachdachbau mit verbundenen eingeschossigen Flachdachtrakten.

### Moderne
Die in den Jahren von 1963 bis 1965 errichtete Bibliothek besitzt eine Stahlbetonkonstruktion mit Sichtbetonscheiben, diese sind durch vertikale Fensterstreifen gegliedert. Mitarbeiter von Schattner war Andreas Fürisch. Sailer Stepan zeichnete verantwortlich für die Statik des Gebäudes und Gartenarchitekt Gerhart Teutsch gestaltete die Außenanlagen nach japanischem Vorbild. Fotografisch wurde das Haus von Ingrid Voth-Amslinger dokumentiert.

## Baudenkmal
Das Ensemble, bestehend aus Haus, Garten und Einfriedung, steht unter Denkmalschutz und ist im Denkmalatlas des Bayerischen Landesamtes für Denkmalpflege und in der Liste der Baudenkmäler in Eichstätt eingetragen.